# Осада Гибралтара (февраль — июнь 1333)
Третья осада Гибралтара была предпринята в период с февраля по июнь 1333 года мавританской армией под командованием принца Марокко Абд аль-Малика Абд аль-Вахида. Укрепленный город Гибралтар принадлежал Кастилии с 1309 года, когда он был захвачен у мавританского эмирата Гранады. Нападение на Гибралтар было отдано недавно коронованным правителем Маринидов Абу аль-Хасаном Али ибн Османом в ответ на призыв насридского эмира Гранады Мухаммеда IV. Начало осады застало кастильцев врасплох. Запасы продовольствия в Гибралтаре в то время сильно истощились из-за воровства губернатора города Васко Переса де Мейры, который разграбил деньги, которые должны были быть потрачены на продовольствие для гарнизона и на содержание города, замка и укрепления. После более чем четырёх месяцев осады и обстрелов мавританскими катапультами гарнизон и горожане почти умерли от голода и сдались Абд аль-Малику.

## Начало осады
В 1309 году кастильские войска под командованием короля Фердинанда IV Кастильского захватили Гибралтар, тогда известный как Мединат аль-Фатх (Город Победы), у управляемого мусульманами эмирата Гранады. Его укрепления были отремонтированы и улучшены кастильцами. В 1315 году гранадцы попытались вернуть себе Гибралтар в ходе короткой и неудачной второй осады Гибралтара.
Союз между Насридами Гранады и Маринидами Марокко был приостановлен после потери Гибралтара, но воцарение маринидского султана Абу аль-Хасана Али ибн Османа привело к возобновлению пакта между двумя мусульманскими государствами. Отряд из 7000 человек под командованием сына Абу аль-Хасана, Абд аль-Малика, был тайно переправлен через Гибралтарский пролив на встречу с войсками Мухаммеда IV Гранадского в Альхесирасе в феврале 1333 года. коронации короля Альфонсо XI и медленно реагировали на силы вторжения, которые смогли осадить Гибралтар до того, как удалось организовать большую часть ответа.
Гибралтар был плохо подготовлен к такому повороту событий. Его губернатор Дон Васко Перес де Мейра разграбил средства, выделенные короной на оплату еды и содержание оборонительных сооружений города, используя их для покупки земли для себя недалеко от Хереса. Он также присвоил саму еду, продав её маврам, и держал гарнизон в силе. Кораблекрушение зернового корабля у берегов Гибралтара всего за восемь дней до начала осады дало гарнизону немного дополнительных запасов продовольствия, но, как показали события, этого было недостаточно.
Город состоял из ряда отдельных укрепленных районов, которые простирались от верфи на берегу моря до замка в нескольких сотнях футов вверх по склону Гибралтарской скалы. К концу февраля силы Абд аль-Малика захватили верфь и территорию на Скале над замком, где он установил осадные машины. Попыткам кастильцев организовать силы помощи мешали гранадские набеги на их границы, которые были призваны отвлечь внимание кастильцев. Кроме того, политические споры между Альфонсо и его вассалами задержали подъём сухопутных войск для снятия осады. Хотя Альфонсо имел в своем распоряжении военно-морские силы под командованием адмирала Альфонсо XI Хофре де Тенорио, мавританские корабли, поддерживающие осаду, были расположены близко к берегу, где было слишком опасно пытаться атаковать.

## Падение и взятие Гибралтара
Только в июне Альфонсо смог выставить на место силы по оказанию помощи. Его старшие советники возражали против организации экспедиции по оказанию помощи на том основании, что это будет означать борьбу как с Гранадой, так и с Фесом, что они считали слишком рискованным предприятием. После восьми дней споров в Севилье Альфонсо XI добился своего и смог убедить своего мятежного вассала Хуана Мануэля, принца Вильены, поддержать его против мавров. Он направил свою армию к Хересу, где они разбили лагерь у реки Гвадалете, в четырёх днях пути от Гибралтара. Однако было уже слишком поздно для защитников.
К середине июня ситуация в Гибралтаре была отчаянной. Еда закончилась, и горожане и гарнизон были вынуждены есть свои собственные щиты, пояса и обувь, пытаясь прокормиться кожей, из которой они были сделаны. Адмирал Жофре попытался забросить в город мешки с мукой, стреляя ими по стенам из корабельных катапульт, но мавры смогли отогнать кастильские корабли. Собственные катапульты мавров нанесли серьёзный ущерб обороне Гибралтара, и ослабленный гарнизон был не в состоянии продолжать сопротивление.
17 июня 1333 года Васко Перес сдал Гибралтар после того, как согласился на условия с Абд аль-Маликом. Сообщалось, что он копил запас еды в своих кладовых, которого хватило бы на то, чтобы прокормить все осажденное население в течение пяти дней. Он держал в своем доме несколько сытых мавританских пленников с явным намерением выкупить их. Он бежал в Северную Африку, чтобы избежать наказания за свои неудачи; как писал летописец короля Альфонсо XI, «его долгом было либо передать крепость в руки своего господина, короля, либо умереть, защищая её». Он не сделал ни того, ни другого, и кастильцы осудили его как предателя. Остальным защитникам было позволено уйти с честью в знак уважения к их мужеству, столь долго защищавшему город . Падение Гибралтара было восторженно воспринято в Марокко; мавританский летописец Ибн Марзук записал, что, когда он учился в Тлемсене, его учитель объявил своему классу: «Радуйтесь, сообщество верующих, потому что Бог имел милость вернуть нам Гибралтар!» По словам Ибн Марзука, ликующие ученики разразились хвалебными криками, благодарили и плакали от радости.